# Gerald Gazdar
Gerald Gazdar (* 24. Februar 1950) ist ein britischer Linguist.
1970 machte er seinen Bachelor an der University of East Anglia. Seinen Master erhielt er 1972 an der University of Reading, wo er 1976 auch seinen Ph. D. absolvierte. Seit 1975 war Gazdar als Dozent für Linguistik an der University of Sussex tätig. 1985 wurde er dort Professor für Computerlinguistik und von 1988 bis 1993 war er Dekan. 2002 emeritierte er.
Gemeinsam mit seinen Kollegen Ewan Klein, Geoffrey Pullum und Ivan Sag entwickelte er die Generalized Phrase Structure Grammar.